# Hans Pfann
Hans Pfann, né le 4 août 1873 à Nuremberg et mort  le 5 janvier 1958 dans cette même ville, est un alpiniste allemand qui fut l'un les fondateurs de l'alpinisme sans guide.

## Biographie
Ingénieur de profession, Hans Pfann débute l'alpinisme dans le Kaisergebirge et dans les Dolomites en compagnie de Josef Enzensperger. Dès 1899, il se rend dans les Alpes occidentales où il réalise nombre de grandes classiques de l'époque telles que l'aiguille du Chardonnet, l'aiguille Verte, l'aiguille du Grépon (deuxième ascension de la fissure Mummery), l'aiguille Noire de Peuterey, etc. Par la suite, Hans Pfann gravit la plupart des « 4 000 » des Alpes et réalise quelque quarante-huit premières pour mille ascensions en cinquante-six années d'alpinisme. Pfann explore également le Caucase, le Kazakhstan (Khan Tengri) et les Andes de Bolivie.

## Premières
- 1896 - Première ascension de la face nord du Hochtor
- 1898 - Première ascension par l'arête nord haute de 600 mètres du Fleischbank, avec K. Herr, W. Wunder
- 1900 - Première hivernale de la Marmolada
- 1903 - Traversée en trois jours des deux sommets du mont Ouchba, du nord au sud, avec Ludwig Distel et Georg Leuchs
- 1904 - Première traversée des Droites dans le sens ouest-est avec Ludwig Distel
- 1904 - Premier parcours de l'arête nord de la Zugspitze avec Von Hertling
- 1928 - Conquête de l'Illampu avec Alfred Horescowsky, Hugo Hortnagel et Erwin Hein

## Publications
- (de) Hans Pfann, Führerlose Gipfelfahrten : in den Hochalpen, dem Kaukasus, dem Tian-Schan und den Anden, Druck von Roth, 1941, 255 p.